# Krasnaselski
Krasnaselski (vitryska: Краснасельскі) är en köping i Vitryssland.   Den ligger i voblasten Hrodna voblast, i den västra delen av landet, 220 km väster om huvudstaden Horad Mіnsk. Krasnaselski ligger 125 meter över havet och antalet invånare är 6 744.

## Natur
Terrängen runt Krasnaselski är huvudsakligen platt. Krasnaselski ligger nere i en dal. Närmaste större samhälle är Horad Vaŭkavysk, 12,1 km söder om Krasnaselski.